# Drilonereis mexicana
Drilonereis mexicana är en ringmaskart som beskrevs av Fauchald 1970. Drilonereis mexicana ingår i släktet Drilonereis och familjen Oenonidae. Inga underarter finns listade i Catalogue of Life.